# Paul Gottfried
Paul Edward Gottfried (21 de noviembre de 1941) es un filósofo político paleoconservador, historiador y columnista estadounidense, profesor emérito de Humanidades en la Elizabethtown College, en Elizabethtown, Pensilvania, así como también ganador de la beca Guggenheim. Actualmente es redactor jefe de la revista Chronicles.

## Primeros años y educación
Su padre era un exitoso peletero de Budapest, que había huido de Hungría tras el Putsch de julio de 1934. La familia se trasladó a Bridgeport poco después de su nacimiento. Gottfried estudió en la Universidad Yeshiva de Nueva York y regresó a Connecticut para cursar estudios de posgrado en Yale. Perteneció al Yale Political Union's Party of the Right (en español, Partido de la Derecha de la Unión Política de Yale).

## Carrera profesional
Gottfried se opone a la construcción de naciones y es un ávido crítico de la política exterior intervencionista estadounidense.
Gottfried es también la primera persona que utilizó el término "derecha alternativa", al referirse específicamente a la evolución de la política de la derecha estadounidense, en 2008, Richard B. Spencer cocreó el término con Gottfried mientras trabajaban juntos en la revista Taki's Magazine y ayudó a que ganara amplia difusión a través de la atención mediática que rodea a las conferencias organizadas por su think tank supremacista blanco National Policy Institute.
En 2018, se incorporó al Instituto de Ciencias Sociales, Económicas y Políticas, fundado por Marion Maréchal y Thibaut Monnier, en Lyon, Francia.
Gottfried es el corresponsal en Estados Unidos de Nouvelle École, una revista de la Nouvelle Droite fundada por el GRECE en 1968.

## Publicaciones

### Libros
- Conservative Millenarians: The Romantic Experience in Bavaria, Fordham University Press, 1979 ISBN  978-0-8232-0982-8
- The Search for Historical Meaning: Hegel and the Postwar American Right, Northern Illinois Univ Press, 1986 ISBN 0-87580-114-5
- The Conservative Movement, Twayne Pub 1988, junto a Thomas Fleming (segunda edición de 1992) ISBN 0-8057-9724-6
- Carl Schmitt: Politics and Theory, Greenwood Press 1990, ISBN 0-313-27209-3
- After Liberalism: Mass Democracy in the Managerial State,  Princeton University Press, 2001 ISBN 0-691-08982-5
- Multiculturalism and the Politics of Guilt: Towards a Secular Theocracy, University of Missouri Press, 2002 ISBN 0-8262-1417-7
- The Strange Death of Marxism: The European Left in the New Millennium, University of Missouri Press, 2005 ISBN 0-8262-1597-1
- Conservatism in America: Making Sense of the American Right, Palgrave-Macmillan, 2007 ISBN 0-230-61479-5
- Encounters: My Life with Nixon, Marcuse, and Other Friends and Teachers, ISI Books, 2009 ISBN 1-933859-99-7
- Leo Strauss and the American Conservative Movement, Cambridge University Press, 2012 ISBN 978-1-1070-1724-5
- Fascism: The Career of a Concept, Northern Illinois University Press, 2015 ISBN 978-0-8758-0493-4

### Artículos
- “Anti-War Anti-Americanism?”. Telos 114 (invierno de 1999). Nueva York: Telos Press.
- “The Multicultural International”. Orbis (invierno de 2002)
- “The Invincible Wilsonian Matrix”. Orbis (primavera de 2007)
- “The WASP Roots of Liberal Internationalism”. Historically Speaking (otoño de 2010)